# Needse Berg
De Needse Berg is een 34,6 meter hoge heuvel in de buurtschap Lochuizen nabij Neede in de Nederlandse provincie Gelderland.
Boven op de heuvel staat De Hollandsche Molen. De heuvel scheidt de dalen van de Buurserbeek in het noorden en de Bolksbeek in het zuiden. Het hoger gelegen deel van de Needse Berg was honderd jaar geleden een heideterrein. Thans vormt het het grootste escomplex van de gemeente Berkelland.

## Geologie en landschap

### Ontstaan
De Needse Berg is een stuwwal die zo'n 150.000 jaar geleden gevormd is in de voorlaatste ijstijd, het Saalien. De stuwwal is door het landijs overreden, vervormd en mogelijk in zijn geheel verplaatst. In de laatste ijstijd, het Weichselien, is de Needse Berg door solifluctie en denudatieprocessen geërodeerd. Door eolische processen is rondom de voet van de stuwwal een zone met gordeldekzandruggen ontstaan.
De stuwwal bestaat overwegend uit zandige, lemige en kleiige mariene afzettingen uit het Tertiair (Mioceen - Formatie van Breda). Deze lagen bevatten haaientanden en walvisbotten.
Aan de westrand komen ook grofzandige afzettingen van de Rijn voor van voor de ijsbedekking (Formatie van Urk - 'bruine rivierzanden'). In deze rivierafzettingen bevindt zich ook de Needse Klei, die is afgezet onder warmere condities, vermoedelijk tijdens het Holsteinien. In deze klei komt de zoetwaterslak Viviparus diluvianus zeer algemeen voor. Ook zijn er zoogdierresten aangetroffen, waaronder een kaakfragment van een fossiele woudolifant of reuzenolifant (Hesperoloxodon antiquus) en gebitselementen van de fossiele woelmuissoort Arvicola cantiana cantiana.
Toen het landijs in Nederland kwam zijn deze afzettingen opgestuwd, scheefgesteld en geplooid. In de gestuwde 'bruine rivierzanden' zijn bodems gevormd van het type moderpodzolgronden. Het merendeel zijn oude bouwlandgronden op de Needsche Es: zwarte enkeerdgronden. Hydrologisch gezien is het een infiltratiegebied.

### Groeves
In de stuwwal zijn een aantal groeven. Tussen 1825 en 1954 werd hier zand en klei gewonnen voor de fabricage van stenen en dakpannen. In de afgegraven lagen bevonden zich diverse fossiele overblijfselen van zoogdieren, waaronder een kaakfragment van een woudolifant.

### Needien
Het inmiddels verlaten begrip Needien, een Pleistoceen interglaciaal, is vernoemd naar lagen die in deze groeves ontsloten waren. Deze lagen waren afgezet in een langzaam stromende arm van de toenmalige Rijn. Zij vielen in de groeves op door enorme hoeveelheden van de zoetwaterslak Viviparus diluvianus die als kenmerkend voor deze etage werd gezien. Tegenwoordig is het Needien gelijkgesteld aan het in Duitsland gedefinieerde Holsteinien.

### Geologisch pad en natuur
Het in het gebied aangelegde Geologisch Natuurpad met informatieborden leidt bezoekers in korte tijd langs de kenmerken van de dichtbijeengelegen afzettingen uit meerdere geologische perioden.
Op de stuwwal bestaan grote verschillen in hoogte en vochtigheid, waardoor er veel verschillende planten voorkomen, zoals gevlekte orchis, salomonszegel en klein springzaad.